# Joenoes-bek Jevkoerov
Joenoes-bek Bamatgirejevitsj Jevkoerov (Russisch: Юнус-бек Баматгиреевич Евкуров) (Tarskoje (district Prigorodny, Noord-Ossetië), 23 juli 1963) was de derde president van de zuidelijke Russische autonome republiek Ingoesjetië. Hij werd aangesteld door president Medvedev op 30 oktober 2008 en een dag later bevestigd door het Ingoesjetische parlement. Hij had ervoor een carrière in het leger doorgemaakt, onder andere als parachutist en draagt de onderscheiding Held van de Russische Federatie, vanwege zijn activiteiten tijdens de vele conflicten waarbij Rusland betrokken is geweest in de laatste jaren, zoals in Kosovo (1999) en Tsjetsjenië. Op 24 juni 2019 diende hij zijn ontslag in als president na wrijvingen in de republiek.

## Jeugd en opleiding
Jevkoerov is een etnische Ingoesj en werd geboren in een boerengezin van 12 kinderen. Hij zat op dezelfde school waar later de gijzeling in Beslan plaatsvond. In 1982 ging hij bij het leger om zijn dienstplicht te vervullen bij de afdeling Russische Marine-infanterie (mariniers) van de Pacifische Vloot. In 1989 studeerde hij af aan de School voor Luchtlandingstroepen van Rjazan. Hij vervolgde zijn militaire opleiding aan de Militaire Academie Froenze (afgestudeerd in 1997) gevolgd door de Militaire Academie van de Generale Staf (2004).

## Militaire carrière
In juni 1999 werd Jevkoerov gestationeerd in de Bosnische stad Ugljevik als onderdeel van de Russische vredestroepen onder leiding van de SFOR. Op 12 juni leidde hij een eenheid over een marsafstand van 500 kilometer, met als doel het veiligstellen van de internationale luchthaven Pristina voordat de NAVO-troepen dit konden doen, om zo de Russische aanwezigheid in Kosovo te verzekeren na het NAVO-bombardement op Joegoslavië.
Jevkoerov vervulde tijdens zijn opleiding verschillende posities binnen het commando van de Russische Luchtlandingstroepen en nam deel aan contra-terroristische operaties in de Noordelijke Kaukasus. In 2000, tijdens de Tweede Tsjetsjeense Oorlog, voerde hij het bevel over het 217e Garde-Luchtregiment (onderdeel van de 98e Garde-Luchtdivisie). Tijdens een verkenningsmissie ontdekte Jevkoerovs eenheid een huis waar zich een groep gevangengenomen Russische soldaten bevond. Zijn eenheid wist de bewakers te overmeesteren en het gebouw binnen te dringen, maar werd vervolgens omsingeld door te hulp geschoten Tsjetsjeense rebellen, waarop een schotenwisseling ontstond. De Russische troepen wisten uit te breken, waarbij Jevkoerov de evacuatie van de gewonden dekte. Hij leidde persoonlijk een soldaat naar een veilige positie, hoewel hij zelf ook gewond was geraakt. In totaal werden 12 gevangengenomen soldaten bevrijd. Op 13 april 2000 kreeg Jevkoerov voor zijn bewezen moed de onderscheiding Held van de Russische Federatie, de hoogste eretitel van het land.
In 2004, na zijn afstuderen, werd Jevkoerov aangesteld als onderbevelhebber over de afdeling inlichtingen van het militair district Wolga-Oeral.

## President
Op 30 oktober 2008 werd hij aangesteld als president van Ingoesjetië, als vervanger van de zeer impopulaire Moerat Zjazikov. De Ingoesjetische bevolking heeft zijn aanstelling met veel enthousiasme begroet.
Zijn eerste regeringsjaar verliep echter allerminst vlekkeloos. Op 22 juni 2009 werd een moordaanslag op hem gepleegd met een autobom toen hij met zijn escorte door Nazran reed. Bij deze zelfmoordaanslag met een Toyota Camry gevuld met explosieven kwamen een politieman, zijn chauffeur en zijn neef Ramzan om het leven. Jevkoerov zelf en zijn broer Oevais raakten gewond. Jevkoerov liep een gescheurde lever, zware kneuzingen en een aantal gebroken ribben op en werd met spoed behandeld in Moskou. Hij werd als president ad interim opgevolgd door premier Rasjid Gaisanov tot hij weer gereed is om zijn taken te vervullen.
Op dezelfde dag van de aanslag werd ook de Ingoesjetische onderprocureur Aza Gazgirejeva gedood door kogels en op 13 juni 2009 werd de voormalige onderpremier Basjir Aoesjev doodgeschoten buiten zijn huis. De aanslagen werden gevolgd door een bezoek van de beruchte Tsjetsjeense president Ramzan Kadyrov op 24 juni die opriep tot het vervolgen van de militanten zonder mededogen. Een daaropvolgend konvooi met Tsjetsjeense troepen liep echter op 4 juli in een hinderlaag, waarbij 9 Tsjetsjenen omkwamen en 10 zwaargewond raakten. Op 9 juli maakte de Ingoesjetische justitie bekend een aantal verdachten te hebben opgepakt in verband met de aanslag, waaronder de Tsjetsjeense krijgsheer Roestaman Machaoeri.
Na twee weken ontwaakte Jevkoerov uit een coma en op 12 augustus werd hij ontslagen uit het ziekenhuis van Moskou, maar moest nog wel revalideren. Op 17 augustus, de dag dat de Bomaanslag in Nazran plaatsvond (de zwaarste Ingoesjetische bomaanslag tot dan toe), beschuldigde hij de Verenigde Staten, het Verenigd Koninkrijk en Israël ervan achter de destabilisatie van de Noordelijke Kaukasus te zitten om zo volgens hem te pogen Rusland ervan te weerhouden haar vroegere Sovjetmacht te herkrijgen.